# Salih Muslim

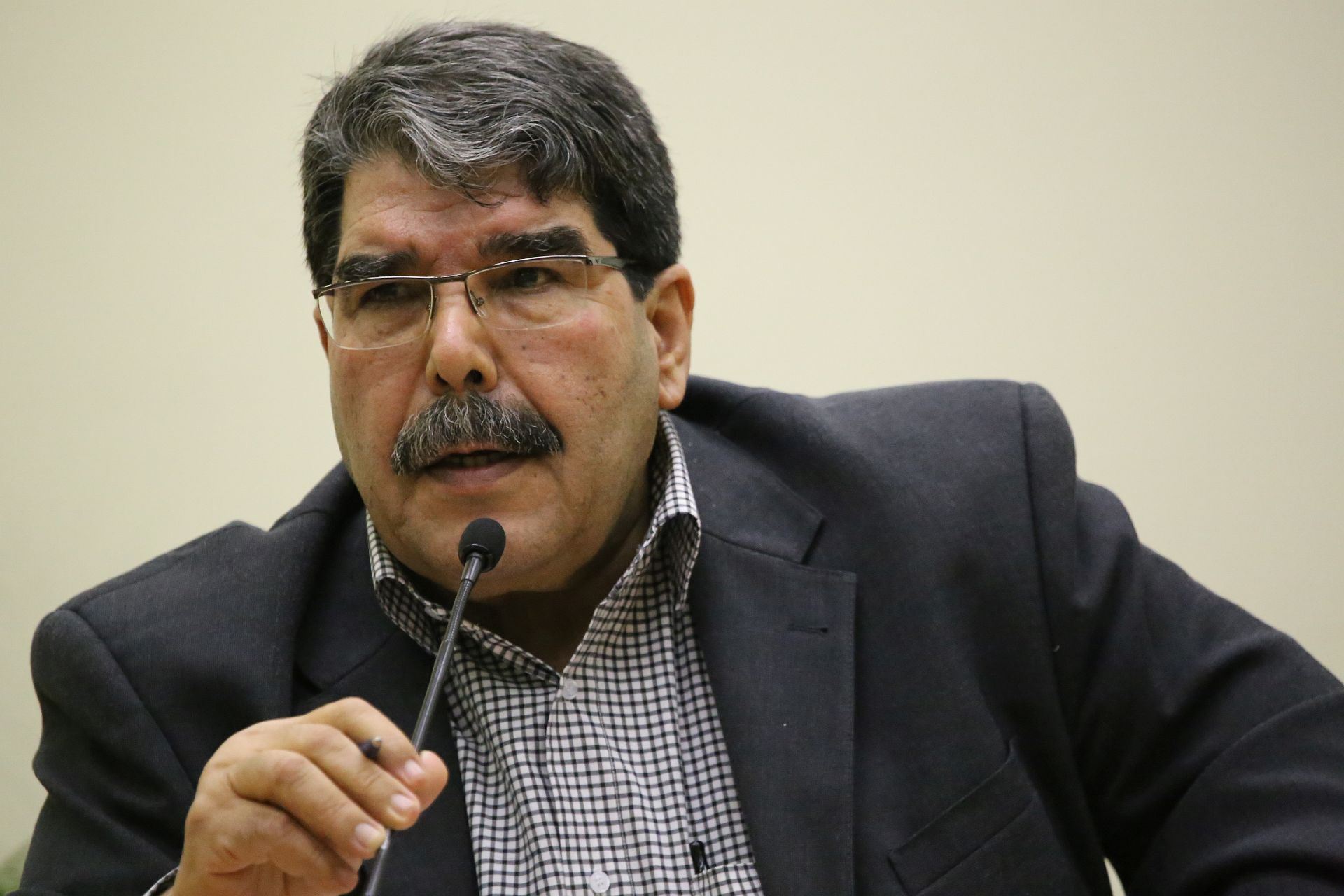
Salih Muslim Mohammed in Berlin 2014

Salih Muslim Mohammed (arabisch صالح مسلم محمد, DMG Ṣāliḥ Muslim Muḥammad; * 1951 in einem Nomadenlager in der Umgebung von Ain al-Arab, Gouvernement  Aleppo) ist ein kurdisch-syrischer Politiker und ehemaliger Ko-Vorsitzender der kurdischen Partei PYD in Syrien. Außerdem ist er stellvertretender Koordinator des Nationalen Koordinationskomitees für Demokratischen Wandel.

## Leben
Muslim kam 1951 in der Nähe von Ain al-Arab (Kobanê) zur Welt. Seine Kindheit verbrachte er im Dorf Schiran. In den 70er Jahren studierte er Chemietechnik an der Technischen Universität Istanbul und schloss 1977 sein Studium ab. Während seines Studiums wurde er von der zeitgleichen kurdischen Revolution Mustafa Barzanis im Irak während des sogenannten zweiten Kurdenkrieges politisch beeinflusst. Nach dem Studium begann er als Ingenieur in Saudi-Arabien zu arbeiten und kehrte in den 1990er Jahren nach Syrien zurück.
1998 entschied sich Muslim, der Demokratischen Partei Kurdistan-Syrien beizutreten. Enttäuscht über den geringen Wirkungsgrad der DPK in Syrien, beschloss er 2003, der PYD beizutreten, die auf Beschluss der PKK im selben Jahr gegründet wurde. Er war mehrfach ohne Anklage inhaftiert und wurde in Haft gefoltert. Nachdem er und seine Frau aufgrund seiner politischen Arbeit in Syrien inhaftiert worden waren, floh er vor weiterer politischer Verfolgung in ein PYD-Lager im Nordirak. Von 2010 bis 2017 war er Vorsitzender der Partei. Mit Beginn der Revolution in Syrien kehrte er im März 2011 nach Syrien zurück. Muslim ist auch Mitglied im Hohen Kurdischen Komitee, einer Kommission zur Selbstverwaltung der kurdischen Gebiete in Syrien.
Muslim ist verheiratet und hat fünf Kinder, vier Söhne und eine Tochter. Muslims Söhne sind Kämpfer der Volksverteidigungseinheiten (YPG). Sein jüngster Sohn Şervan Muslim wurde am 9. Oktober 2013 durch einen Scharfschützen des Islamischen Staat im Irak und der Levante in der Nähe Tall Abyads getötet.

Er beschreibt die aktuelle Situation in Syrien und die Zukunft der Kurden in Syrien wie folgt: 

„Es ist der Beginn der Ausbreitung der Autorität des kurdischen Volkes über ihre eigenen Gebiete. Wir glauben, dass die kurdischen Forderungen innerhalb der syrischen Grenzen erfüllt werden müssen und jede Lösung der kurdischen Frage die Einheit Syriens bewahren sollte.“

 Im Zusammenhang mit dem Bombenanschlag in Ankara am 17. Februar 2016 wurde Mitte November 2016 gegen Muslim ein türkischer Haftbefehl erlassen. Die Türkei hatte vor einigen Jahren noch Gespräche mit der PYD geführt und Muslim mehrmals in Ankara empfangen. Mittlerweile sieht sie die PYD mit der PKK als identisch an und hat die PYD als terroristische Organisation eingestuft. Muslim hingegen betont, dass die PKK und die PYD zwei getrennte Organisationen seien, die nur ideologisch die gleiche Idee vertreten.
Am 12. Februar 2018 wurde er während der türkischen Militäroffensive auf Afrin auf die Terrorliste der türkischen Regierung unter Erdogan gesetzt. Für Hinweise auf seinen Aufenthaltsort wurde eine Belohnung von 4 Millionen Türkische Lira ausgesetzt. Am 25. Februar 2018 wurde er in Prag festgenommen und zwei Tage später auf gerichtliche Anordnung wieder freigelassen.
Im Juni 2022, beim 9. Kongress der PYD in Hesekê, wurden er und Asya Abdullah als Ko-Vorsitzende der PYD gewählt. Er übte dieses Amt bis September 2024 aus.